# Hernádpetri
Hernádpetri é um município da Hungria, situado no condado de Borsod-Abaúj-Zemplén. Tem 17,08 km² de área e sua população em 2015 foi estimada em 232 habitantes.